# José Ron
Édgar José Ron Vázquez (Guadalajara, 8 de agosto de 1981), mais conhecido como José Ron, é um ator mexicano.

## Biografia
José Ron iníciou sua carreira como ator no ano de 2004, na telenovela Mujer de madera, sendo par romântico na trama ao lado de Edith González.
Em 2005 sua segunda telenovela foi Bajo el mismo techo, no qual compartilhou créditos com Laura Flores, Imanol e Luis Gimeno, entre outros atores. Ainda em 2005, ele integra o elenco da telenovela juvenil do momento Rebelde, dando vida ao personagem 'Enzo'.
Em 2006, interpreta  'Patricio González de la Vega', um dos personagens protagonistas da telenovela juvenil Código Postal.
Para o ano de 2008, se une ao elenco de Juro que te amo, com o papel de 'José María Aldama', protagonista da história ao lado de Ana Brenda Contreras.
Em 2009, ele se muda para Argentina, para gravar a versão mexicana da telenovela Los Exitosos Pérez, interpretando "Tomás Arana" atuando com Jaime Camil, Ludwika Paleta e Rogelio Guerra.
No ano de 2010 ele é novamente um dos personagens importantes na telenovela remake Cuando me enamoro, sendo "Matías Monterrubio", atuando com Silvia Navarro, Juan Soler e Jessica Coch.
Em 2011, José Ron é convidado pelo produtor José Alberto Castro para protagonizar, a telenovela La que no podía amar, junto a Ana Brenda Contreras e Jorge Salinas.
Em 2014 protagonizou a novela Muchacha italiana viene a casarse, ao lado de Livia Brito.
Em 2015 protagoniza a segunda versão de Simplemente María, junto a Ferdinando Valencia e Claudia Álvarez.
Em 2017 protagonizou a trama Enamorándome de Ramón, ao lado de Esmeralda Pimentel.
Em 2019 protagonizou a novela Ringo, junto com Mariana Torres.

## Telenovelas
- Papás por conveniencia (2024-2025) - Constantino "Tino" Guevara Barajas
- El gallo de oro (2023) - Dionisio Pinzón
- La mujer del diablo (2022-2023) - Cristo Beltrán
- La desalmada (2021) - Rafael Toscano Lagos
- Te doy la vida (2020) - Pedro Garrido Salazar
- Rubí (2020) - Dr. Alejandro Cárdenas Ruiz
- Ringo (2019) - José Juan "Ringo" Ramirez Rojas
- Por amar sin ley (2018) - Ramón Valdéz[8]
- Enamorándome de Ramón (2017) - Ramón López Ortiz
- Simplemente María (2015-2016) - Dr. Alejandro Rivapalacio Landa
- Muchacha italiana viene a casarse (2014-2015) - Pedro Ángeles
- La mujer del vendaval (2012-2013) - Alessandro Augusto Casteló Berrocal
- La que no podía amar (2011-2012) - Gustavo Durán
- Cuando me enamoro (2010-2011) - Matías Monterrubio
- Los exitosos Pérez (2009-2010) - Tomás Arana
- Juro que te amo (2008-2009) - José María Aldama
- Las tontas no van al cielo (2008) - Amigo de Patrício
- Muchachitas como tú (2007) - Jorge
- Código Postal (2006-2007) - Patricio González de la Vega Mendoza
- Rebelde (2006) - Enzo
- Mujer de madera (2004) - Adrián Casanueva

## Séries de Televisão
- Tiempo final (2009) - Episódio El funeral - Martín Arizmendi
- Locas de amor (2009)

## Prêmios e indicações

### Prêmio TVyNovelas
| Ano  | Categoria                | Telenovela            | Resultado |
| ---- | ------------------------ | --------------------- | --------- |
| 2009 | Melhor Ator Juvenil      | Juro que te amo       | Indicado  |
| 2010 | Melhor Ator Juvenil      | Los exitosos Pérez    | Venceu    |
| 2012 | Melhor Ator Co-estelar   | La que no podía amar  | Venceu    |
| 2018 | Melhor Ator Protagonista | Enamorándome de Ramón | Indicado  |
| 2020 | Melhor Ator Protagonista | Ringo                 | Venceu    |

### Premios Juventud
| Ano  | Categoria                | Telenovela                        | Resultado |
| ---- | ------------------------ | --------------------------------- | --------- |
| 2014 | ¡Está buenísimo!         | La mujer del vendaval             | Indicado  |
| 2016 | Mi protagonista favorito | Muchacha italiana viene a casarse | Indicado  |